# Championnats du monde de badminton 2023
Navigation
Tokyo 2022 Paris 2025
Les championnats du monde de badminton 2023, 28e édition de cette compétition, ont lieu du 21 au 27 août 2023 au Royal Arena (en), à Copenhague, au Danemark.

## Sélection de la ville hôte
Copenhague a reçu l’événement en novembre 2018 lors de l’annonce de 18 événements majeurs de badminton de 2019 à 2025.

## Programme
- T1 : premier tour
- T2 : deuxième tour
- T3 : troisième tour
- QF : quarts de finale
- ½ : demi-finales
- F : finales

| Date →        | 21 août | 22 août | 22 août | 23 août | 24 août | 25 août | 26 août | 27 août |
| Épreuve ↓     | 21 août | 22 août | 22 août | 23 août | 24 août | 25 août | 26 août | 27 août |
| ------------- | ------- | ------- | ------- | ------- | ------- | ------- | ------- | ------- |
| Simple hommes | T1      | T2      | T2      | T2      | T3      | QF      | ½       | F       |
| Simple dames  | T1      | T1      | T2      | T2      | T3      | QF      | ½       | F       |
| Double hommes | T1      | T1      | T1      | T2      | T3      | QF      | ½       | F       |
| Double dames  | T1      | T1      | T1      | T2      | T3      | QF      | ½       | F       |
| Double mixte  | T1      | T1      | T2      | T2      | T3      | QF      | ½       | F       |

## Nations participantes
367 joueurs de 55 pays participent à ces championnats. 
| Nation          | Nation          | Simple hommes | Simple dames | Double hommes | Double dames | Double mixte | Total | Nombre de joueurs |
| --------------- | --------------- | ------------- | ------------ | ------------- | ------------ | ------------ | ----- | ----------------- |
| Afrique         | Égypte          | 1             | 1            |               |              | 1            | 3     | 2                 |
| Afrique         | Maurice         | 1             |              |               | 1            |              | 2     | 3                 |
| Afrique         | Nigeria         | 1             |              |               |              |              | 1     | 1                 |
| Afrique         | Afrique du Sud  |               |              | 1             | 1            |              | 2     | 4                 |
| Asie            | Chine           | 3             | 3            | 4             | 3            | 3            | 16    | 26                |
| Asie            | Taipei chinois  | 2             | 3            | 3             | 2            | 2            | 12    | 17                |
| Asie            | Hong Kong       | 2             |              |               | 2            | 2            | 6     | 10                |
| Asie            | Inde            | 3             | 2            | 2             | 2            | 2            | 11    | 17                |
| Asie            | Indonésie       | 3             | 2            | 4             | 2            | 3            | 14    | 23                |
| Asie            | Japon           | 3             | 2            | 2             | 4            | 4            | 15    | 25                |
| Asie            | Jordanie        | 1             |              |               |              |              | 1     | 1                 |
| Asie            | Kazakhstan      | 1             |              |               |              |              | 1     | 1                 |
| Asie            | Malaisie        | 2             | 2            | 2             | 2            | 3            | 11    | 18                |
| Asie            | Maldives        |               |              |               | 1            | 1            | 2     | 3                 |
| Asie            | Birmanie        |               | 1            |               |              |              | 1     | 1                 |
| Asie            | Philippines     |               |              | 1             |              | 1            | 2     | 3                 |
| Asie            | Singapour       | 2             | 2            | 1             | 1            | 1            | 7     | 10                |
| Asie            | Corée du Sud    | 1             | 2            | 2             | 3            | 2            | 10    | 14                |
| Asie            | Thaïlande       | 2             | 3            | 2             | 2            | 2            | 11    | 16                |
| Asie            | Viêt Nam        | 1             | 1            |               |              |              | 2     | 2                 |
| Europe          | Autriche        | 1             |              |               | 1            | 1            | 3     | 5                 |
| Europe          | Azerbaïdjan     | 1             |              | 1             |              |              | 2     | 2                 |
| Europe          | Belgique        | 1             | 1            |               |              |              | 2     | 2                 |
| Europe          | Bulgarie        |               |              | 1             | 1            | 1            | 3     | 5                 |
| Europe          | Tchéquie        | 1             |              | 1             |              |              | 2     | 3                 |
| Europe          | Danemark H      | 3             | 3            | 2             | 1            | 2            | 11    | 16                |
| Europe          | Angleterre      |               |              | 2             | 2            | 2            | 6     | 11                |
| Europe          | Estonie         |               | 1            |               | 1            |              | 2     | 3                 |
| Europe          | Finlande        | 1             |              |               |              |              | 1     | 1                 |
| Europe          | France          | 2             | 2            | 2             | 1            | 1            | 8     | 10                |
| Europe          | Allemagne       | 2             | 1            | 2             | 2            | 2            | 9     | 12                |
| Europe          | Hongrie         |               | 1            |               |              |              | 1     | 1                 |
| Europe          | Irlande         | 1             | 1            | 1             | 1            |              | 4     | 6                 |
| Europe          | Israël          | 1             |              |               |              | 1            | 2     | 2                 |
| Europe          | Italie          | 2             | 1            | 1             |              |              | 4     | 5                 |
| Europe          | Pays-Bas        | 2             |              |               | 2            | 2            | 6     | 9                 |
| Europe          | Norvège         |               |              | 1             |              |              | 1     | 2                 |
| Europe          | Pologne         |               |              |               | 1            |              | 1     | 2                 |
| Europe          | Portugal        | 1             |              |               |              |              | 1     | 1                 |
| Europe          | Écosse          |               | 1            | 2             | 1            | 1            | 5     | 7                 |
| Europe          | Serbie          |               |              |               |              | 1            | 1     | 2                 |
| Europe          | Slovaquie       | 1             |              |               |              |              | 1     | 1                 |
| Europe          | Espagne         | 2             | 2            |               |              |              | 4     | 4                 |
| Europe          | Suède           |               |              |               | 1            |              | 1     | 2                 |
| Europe          | Suisse          | 1             | 1            |               |              |              | 2     | 2                 |
| Europe          | Turquie         |               | 1            |               |              |              | 1     | 1                 |
| Europe          | Ukraine         | 1             | 1            |               | 1            |              | 3     | 4                 |
| Océanie         | Australie       | 1             | 1            | 1             | 1            | 1            | 5     | 6                 |
| Amérique        | Brésil          | 2             | 1            | 1             | 1            | 2            | 7     | 9                 |
| Amérique        | Canada          | 2             | 2            | 2             | 1            | 2            | 9     | 11                |
| Amérique        | Salvador        | 1             |              |               |              |              | 1     | 1                 |
| Amérique        | Guatemala       | 1             |              | 1             |              | 1            | 3     | 4                 |
| Amérique        | Mexique         | 2             |              | 1             |              |              | 3     | 3                 |
| Amérique        | Pérou           |               | 1            | 1             | 1            |              | 3     | 4                 |
| Amérique        | États-Unis      | 2             | 2            | 1             | 2            | 1            | 8     | 11                |
| Total (55 pays) | Total (55 pays) | 64            | 48           | 48            | 48           | 48           | 256   | 367               |

## Médaillés
| Épreuve                           | Or                          | Argent                                      | Bronze                        |
| --------------------------------- | --------------------------- | ------------------------------------------- | ----------------------------- |
| Simple hommes résultats détaillés | Kunlavut Vitidsarn          | Kōdai Naraoka                               | H.S. Prannoy                  |
| Simple hommes résultats détaillés | Kunlavut Vitidsarn          | Kōdai Naraoka                               | Anders Antonsen               |
| Simple dames résultats détaillés  | An Se-young                 | Carolina Marín                              | Chen Yufei                    |
| Simple dames résultats détaillés  | An Se-young                 | Carolina Marín                              | Akane Yamaguchi               |
| Double hommes résultats détaillés | Kang Min-hyuk Seo Seung-jae | Kim Astrup Anders Skaarup Rasmussen         | Liang Weikeng Wang Chang      |
| Double hommes résultats détaillés | Kang Min-hyuk Seo Seung-jae | Kim Astrup Anders Skaarup Rasmussen         | Aaron Chia Soh Wooi Yik       |
| Double dames résultats détaillés  | Chen Qingchen Jia Yifan     | Apriyani Rahayu Siti Fadia Silva Ramadhanti | Zhang Shuxian Zheng Yu        |
| Double dames résultats détaillés  | Chen Qingchen Jia Yifan     | Apriyani Rahayu Siti Fadia Silva Ramadhanti | Kim So-yeong Kong Hee-yong    |
| Double mixte résultats détaillés  | Seo Seung-jae Chae Yoo-jung | Zheng Siwei Huang Yaqiong                   | Jiang Zhenbang Wei Yaxin      |
| Double mixte résultats détaillés  | Seo Seung-jae Chae Yoo-jung | Zheng Siwei Huang Yaqiong                   | Yuta Watanabe Arisa Higashino |

## Tableau des médailles
- Pays organisateur

| Rang  | Nation       | Or | Argent | Bronze | Total |
| ----- | ------------ | -- | ------ | ------ | ----- |
| 1     | Corée du Sud | 3  | 0      | 1      | 4     |
| 2     | Chine        | 1  | 1      | 4      | 6     |
| 3     | Thaïlande    | 1  | 0      | 0      | 1     |
| 4     | Japon        | 0  | 1      | 2      | 3     |
| 5     | Danemark     | 0  | 1      | 1      | 2     |
| 6     | Espagne      | 0  | 1      | 0      | 1     |
| 6     | Indonésie    | 0  | 1      | 0      | 1     |
| 8     | Inde         | 0  | 0      | 1      | 1     |
| 8     | Malaisie     | 0  | 0      | 1      | 1     |
| Total | Total        | 5  | 5      | 10     | 20    |